# Hermann König (Mathematiker, 1949)
Hermann König (* 24. April 1949 in Verden) ist ein deutscher Mathematiker, der sich mit Analysis und speziell Funktionalanalysis befasst.

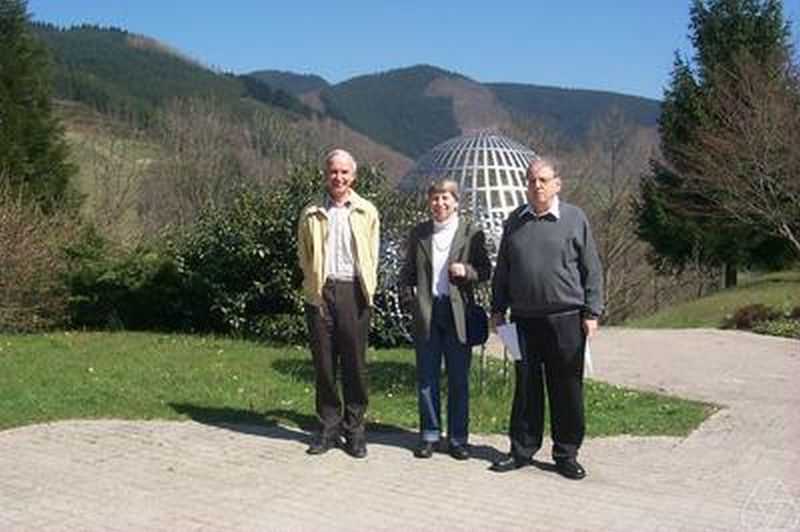
Hermann König (links), Nicole Tomczak-Jaegermann (Mitte), Joram Lindenstrauss, Oberwolfach 2003

König wurde 1974 an der Universität Bonn bei Eberhard Schock promoviert (Grenzordnungen von Operatoridealen). Er habilitierte sich 1977 in Bonn und ist seit 1980 außerordentlicher und seit 1981 ordentlicher Professor an der Christian-Albrechts-Universität Kiel. Er war dort Dekan der Mathematisch-Naturwissenschaftlichen Fakultät.
Er befasst sich insbesondere mit Geometrie von Banachräumen und Operatorenidealen, Eigenwertverteilung von Riesz-Operatoren, Konvexgeometrie und Minimalprojektionen. König veröffentlichte unter anderem mit Vitali Milman und Nicole Tomczak-Jaegermann. Zu seinen Schülern zählen Marius Junge und Joscha Prochno.

## Schriften
- Eigenvalue distribution of compact operators, Birkhäuser 1986
- Aspects of the isometric theory of Banach spaces, Handbook of the Geometry of Banach Spaces, Band 1, Elsevier, Amsterdam, 2001, S. 899–939
- Eigenvalues of Operators and Applications, Handbook of the Geometry of Banach Spaces, Band 2, Elsevier, Amsterdam, 2001, S. 941–974.